# Frau Bertha Garlan

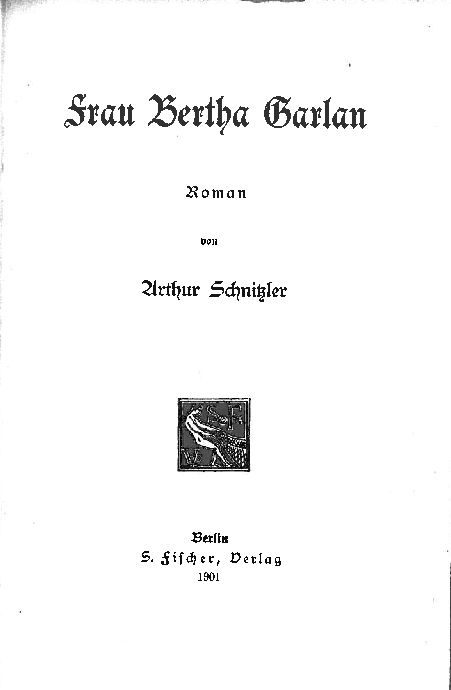
Titelblatt der Erstausgabe

Frau Bertha Garlan (seit der Ausgabe 1912 Frau Berta Garlan) ist ein Roman des österreichischen Schriftstellers Arthur Schnitzler, der 1900 entstand und 1901 in der Literaturzeitschrift Neue Deutsche Rundschau in Berlin erschien. Wenige Wochen später brachte der Verlag S. Fischer, Herausgeber der Zeitschrift, den Text als Buch heraus.
Die Protagonistin Bertha Garlan, eine in einer Kleinstadt lebende Witwe, trifft in Wien ihre Jugendliebe, den gefeierten Violinvirtuosen Emil Lindbach, wieder. Für einen kurzen Moment hofft sie, der provinziellen Enge ihres Daseins entkommen zu können.

## Inhalt
Die Vorgeschichte, die im Verlauf erzählt wird: Vor ihrer Heirat war Bertha mit Emil Lindbach, ein Student am Wiener Conservatorium, befreundet. Nachdem Bertha auf Anordnung ihres Vaters das Studium abbrechen musste, verloren sich die beiden aus den Augen, unter anderem, weil ihr Emils Avancen zu direkt waren. Nach dem Tod ihrer Eltern heiratete Bertha, mehr aus Pflichtgefühl als aus Liebe, den älteren Versicherungsbeamten Victor Matthias Garlan und zog mit ihm in eine Kleinstadt, nicht allzu weit von Wien entfernt, zu seiner Verwandtschaft.
Die Handlung setzt ein, als sie bereits drei Jahre um ihren überraschend gestorbenen Ehegatten getrauert hat. Seither lebt die junge Frau alleine mit ihrem kleinen Sohn Fritz. Sie gibt Klavierstunden und ist auf das Wohlwollen ihres Schwagers und ihrer Schwägerin angewiesen. Im Ort hat sie einen Verehrer mit zweifelhaftem Ruf, Herrn Klingemann, an dem sie aber kein Interesse zeigt. Sie spürt in sich das Verlangen nach Ausbruch aus der Kleinstadtatmosphäre. Vorbild ist ihr dabei Anna Rupius. Deren Gatte, Herr Rupius, sitzt gelähmt zu Hause, während Anna immer wieder in das wenige Zugstunden entfernte Wien reist. Eines Tages schließt Bertha sich Frau Rupius an und reist mit, um sich neue Kleider anfertigen zu lassen. Trotz eines wenig befriedigenden Wiedersehens mit ihrer Cousine blüht sie auf. Ein Konzertplakat kündigt ein Wohltätigkeitskonzert unter Mitwirkung von Emil an. Danach kehren ihre Gedanken immer wieder zu ihrer Jugendliebe zurück.
Wieder in der Kleinstadt, nimmt Bertha eine Zeitungsnotiz über die Ernennung Emils zum königlich-bairischen Kammervirtuosen zum Anlass, ihm zu schreiben. Sie erhält innerhalb kürzester Zeit Antwort. In Folge verabreden sie ein Treffen für ihren nächsten Ausflug nach Wien. Am Tag ihrer Abreise erfährt sie, dass Frau Rupius ihren Mann verlassen will. In Wien trifft sie sich mit Emil im Kunsthistorischen Museum. Das Gespräch verläuft zunächst eher stockend, Emil erzählt kaum von sich. Sie vereinbaren ein zweites Treffen für den Abend. Nach dem Abendessen in einem Chambre séparée verbringen Emil und Bertha eine leidenschaftliche Nacht in einer Wohnung, die er eigens für diesen Zweck angemietet hat. Bertha möchte weitere Zeit mit ihm bis zur Rückreise verbringen, doch er sagt ihr wegen anderweitiger Verbindlichkeiten ab.
Nach ihrer Rückkehr bekennt Berta in einem Brief offen ihre rückhaltlose Liebe, für die sie eine Übersiedlung nach Wien vorzunehmen gedächte. Sie gesteht ihre Affaire gegenüber Anna Rupius, wird aber von dieser belächelt und über Geschehnisse hinter der Fassade des Ortes aufgeklärt; so hatte unter anderem Berthas Schwägerin ein Verhältnis mit Klingemann. Frau Rupius reist wieder nach Wien, wobei Herr Rupius Bertha erklärt, sie würde ihn für immer verlassen. Trotzdem kehrt Anna nach einem Tag zurück. In Folge erkrankt sie schwer.
Bertha erhält einen Brief von Emil, in dem er ihr abrät, nach Wien zu ziehen, erklärt aber, dass er sie gerne alle vier bis sechs Wochen einmal treffen wolle. Sie erkennt, dass sie für ihre einstige Jugendliebe ausschließlich als Affäre existiert und sie sich keine Hoffnungen auf ein neues Leben mit ihm zu machen braucht. Bei einem Besuch im Haus des Ehepaares Rupius erfährt sie, dass sich der Zustand von Frau Rupius verschlechtert hat, diese stirbt wenig später. Aus einem belauschten Gespräch zwischen zwei Ärzten entnimmt Bertha, dass die Todesursache eine Blutvergiftung nach einer Abtreibung war. Der Text schließt mit einer moralischen Aussage, von der unklar bleibt, ob es sich dabei um die Meinung des Erzählers oder die Innensicht der Protagonistin handelt: „Und sie ahnte das ungeheure Unrecht in der Welt, daß die Sehnsucht nach Wonne ebenso in die Frau gelegt ward als in den Mann; und daß es bei den Frauen Sünde wird und Sühne fordert, wenn die Sehnsucht nach Wonne nicht zugleich die Sehnsucht nach dem Kinde ist.“

## Hauptfiguren
- Bertha, verehelichte Garlan, Witwe, zur Handlungszeit etwa 32 Jahre alt
- Victor Mathias Garlan, Versicherungsbeamter, entfernter Verwandter und Ehemann Bertha, zur Handlungszeit bereits verstorben
- Fritz, ihr gemeinsamer Sohn, fünf Jahre alt

Kleinstadt
- Herr Garlan, Weinhändler, Bruder des verstorbenen Victor Mathias G.
- Albertine, seine Frau
- Richard, ihr Sohn, Maturant
- Elly, ihre Tochter
- Brigitte, ihre Köchin
- Anna Rupius, Freundin von Bertha
- Herr Rupius, ihr gelähmter Ehemann, 42 Jahre alt
- Herr Klingemann, Junggeselle
- seine Wirtschafterin und Geliebte
- Ehepaar Martin
- Ehepaar Doktor Friedrich
- Familie Mahlmann

Nebenfiguren:
Dr. Rellinger, Lieutenant Baier, Tabaktrafikantin, Assistenzarzt
Wien
- Emil Lindbach, Violin-Virtuose. Jugendliebe von Bertha
- Agathe, Cousine und Jugendfreundin von Bertha
- Ihr Ehemann, Advokat
- Georg, der gemeinsame Sohn
- Zwei Töchter

## Chronologie der Vorgeschichte
| Datum          | Ereignis/Hinweis                                                                             | Erstausgabe    |
| -------------- | -------------------------------------------------------------------------------------------- | -------------- |
| 1865/66        | Geburt Berthas                                                                               | S. 5           |
| um 1868        | Geburt Emil Lindbachs (1886 war er etwas älter als ein Maturant)                             | S. 30          |
| ca. 1880       | Geburt Richards                                                                              | S. 10 und 17   |
| ca. 1884       | Geburt Ellys                                                                                 | S. 10          |
| 1886           | Beziehung mit Emil (Zwölf Jahre vor der Handlungszeit)                                       | S. 20          |
| ?              | Ende des Besuchs des Konservatoriums                                                         | S. 6           |
| ?              | Dann verflossen ein paar Jahre                                                               | S. 6           |
| ca. 1890       | Letzte Begegnung Bertha/Emil vor ihrer Hochzeit (7, 8 Jahre her, 2 Jahre vor der Hochzeit)   | S. 60          |
| 1891/92        | Tod der Eltern, 26. Geburtstag und Heiratsantrag                                             | S. 5, 6f., 8f. |
| 1892           | Hochzeit (die Ehe dauerte drei Jahre)                                                        | S. 4           |
| 1892           | Übersiedlung in die Kleinstadt (6 Jahre her)                                                 | S. 4 und 35    |
| 1893           | Geburt des Sohnes Fritz, darauf folgen zwei glückliche Jahre (zur Handlungszeit 5 Jahre alt) | S. 10, S. 90   |
| 6. Juni 1895   | Tod Victor Mathias Garlans                                                                   | S. 238         |
| 1898           | Dauer der Witwenschaft: 3 Jahre                                                              | S. 4 und 137   |
| Mitte Mai 1898 | Zeit der Handlung                                                                            | S. 3           |
| 24. Mai 1898   | Für diesen Tag ist ein Wohltätigkeitskonzert Emils angekündigt                               | S. 19, S. 241  |
| Juli 1898      | Richards Matura, er 17 oder 18 Jahre alt                                                     | S. 17          |

## Chronologie der Handlung, Mitte Mai 1898
| Tag | Wochentag  | Ereignis/Hinweis | Erstausgabe                  |
| --- | ---------- | --- | ---------------------------- |
| 1.  | Samstag    | Friedhof, Spaziergang, Treffen mit Klingemann und Richard | S. 32                        |
| 2.  | Sonntag    | Diner bei Schwager, Besuch bei Rupius, Konzertbesuch, Klingemanns Fensterpromenade | S. 33–45                     |
| 3.  | Montag     | 1. Wienreise, mit Anna Rupius. Schneiderin und Cousine, Traum | S. 38–73                     |
| 4.  | Dienstag   | Briefe am Dachboden, Spaziergang, Gespräch mit Garlan und Frau Martin, 1. Brief an Emil | S. 73–92                     |
| 6.  | Donnerstag | 1. Brief von Emil, Beschluss und Kundgabe der Reise, kurzes Gespräch mit Frau Mahlmann, zögerliche Kommunikation mit Frau Rupius, bei der Schwägerin, 2. Brief an Emil, Heiratsantrag Klingemanns, Abendessen bei Schwager                       | S. 92–117 (Wochentag: S. 92) |
| 7.  | Freitag    | Gespräch mit Herrn Rupius, Nachmittags 2. Wienreise, Spaziergang | S. 118–129                   |
| 8.  | Samstag    | Begegnung mit Emil im Museum, Abends 2. Treffen, Chambre separée und Liebesnacht in einer gemieteten Wohnung | S. 129–180                   |
| 9.  | Sonntag    | Besuch des Konzerts in der Lerchenfelderkirche, 2. Brief von Emil (Absage), 3. Brief an Emil, 3. Brief von Emil (Absage), Heimreise | S. 180–204                   |
| 10. | Montag     | Besuch bei Familie des Schwagers, Klavierunterricht bei Mahlmanns, Frau Martin, Einladung zum Abendessen durch die Schwägerin, 4. Brief an Emil, Geständnis an Frau Rupius am Bahnhof, Spaziergang, Klingemann, Abends bei Familie des Schwagers | S. 204–230                   |
| 11. | Dienstag   | Abends bei Rupius, Rückkehr von Anna Rupius | S. 230–236                   |
| 12. | Mittwoch   | Erkrankung von Frau Rupius, Warten auf Brief, Besuch bei Rupius, Besuch am Friedhof, Erneut zu Rupius, Nochmalige Nachfrage | S. 236–241                   |
| 13. | Donnerstag | 4. Brief von Emil, Empörung, letztes Gespräch mit Frau Rupius, überhört die Diagnose des Arztes, kurz auf die Straße, dann wieder hinein, Anna Rupius gestorben, Herr Rupius klagt, Eintreten der Menstruation                                   | S. 242–256                   |

## Biographischer Hintergrund
Mehrfach wurde der autobiografische Bezug zur Wiederbegegnung Schnitzlers mit seiner Jugendliebe Franziska Reich (1862–1930) – „seinem Fännchen“ – herausgestrichen. Am 22. Mai 1899 kam es in der Secession zu ersten Wiederbegegnung der mittlerweile verwitwet in Bielitz (Bielsko-Biała) lebenden nunmehrigen Franziska Lawner. Die sich in darauffolgenden Tagen abspielende kurze Affäre war für sie bedeutsamer als für ihn, wie sich aus ihren Briefen und seinem Tagebuch entnehmen lässt.

## Analyse
Als Vorlage für die namenlos bleibende Kleinstadt wurde schon von Zeitgenossen Krems an der Donau vermutet; als solche taucht sie in den Skizzen zum Werk auf und auch textimmanente Rückschlüsse lassen die ''Entschlüsselung'' mit Krems zu.
Wie in Schnitzlers späterer Novelle Frau Beate und ihr Sohn (1913) wird das Geschehen, trotz der gewählten Erzählform der dritten Person, ausschließlich aus der Sicht der Protagonistin geschildert, und schließt neben äußeren Ereignissen auch deren detaillierte Gedankengänge und Träume ein. In beiden Erzählungen steht eine junge Witwe im Mittelpunkt, die sich nach längerer Abstinenz in eine Liebesaffäre stürzt, die überwältigenden erotischen Gefühle genießt, aber sowohl von ihrem Liebhaber enttäuscht wird als auch die Widersprüche und Doppelmoral der gesellschaftlichen Verhaltenskodizes nicht auflösen kann. Le Rider schreibt zu dem Ausspruch der Anna Rupius, nach dem die Männer „Gesindel“ sind, die Misogynie des Mannes werde von der Frau mit Antivirilismus beantwortet.
Konstanze Fliedl schreibt in ihrem Nachwort der Reclam-Ausgabe 2006, Frau Berta Garlan sei der erste auf der Psychoanalyse basierende Prosatext überhaupt; der Autor habe unmittelbar zuvor die gerade erschienene Traumdeutung von Sigmund Freud gelesen und Erkenntnisse im Text verarbeitet. Das wurde vom Freud-Schüler Theodor Reik 1913 wiederum rückangewandt, er untersuchte den Text nach den Regeln der Psychoanalyse.

## Rezeption
Hugo von Hofmannsthal urteilt: „So viel Kraft und Wärme, Übersicht, Tact, Weltgefühl und Herzenskenntnis steckt in dieser Bertha Garlan, so schön zusammengehalten ist es und so gut und gescheit dabei.“
Klaus Mann schreibt im Dezember 1936 nach der Lektüre in sein Tagebuch: „In der Welt dieses Dichter-Arztes gibt es nichts nichts - ausser Tod und Geschlecht.“

## Ausgaben
- Arthur Schnitzler: Frau Bertha Garlan. Roman. Berlin: S. Fischer Verlag 1901.
- Arthur Schnitzler: Frau Berta Garlan. Novelle. Fischers Bibliothek zeitgenössischer Romane, 4. Reihe. S. Fischer Verlag Berlin [September 1912]. 180 Seiten. Pappband
- Konstanze Fliedl (Hrsg.): Arthur Schnitzler: Frau Berta Garlan. Reclams Universal-Bibliothek Nr. 18427. Stuttgart 2006. 215 Seiten, Text auf den Seiten 5–168. ISBN 978-3-15-018427-1
- Frau Bertha Garlan. Historisch-kritische Ausgabe. Herausgegeben von Gerhard Hubmann und Isabella Schwentner unter Mitarbeit von Anna Lindner und Martin Anton Müller. Berlin, Boston: De Gruyter 2015. (Arthur Schnitzler: Werke in historisch-kritischen Ausgaben. Herausgegeben von Konstanze Fliedl)

## Bearbeitungen
Verfilmungen
- Berta Garlan, BRD 1965, von Ludwig Cremer, Produktion: ARD, WDR, mit Gertrud Kückelmann, Helmut Lohner, Peter Lühr, Louise Martini und Charles Regnier
- Spring Sonata, GB 1973, von Herbert Wise, Produktion: BBC, mit Jacqueline Pearce und Lynn Redgrave
- Frau Berta Garlan, Österreich/BRD 1989, von Peter Patzak, Produktion: ORF, ZDF, SRG, mit Riccardo De Torrebruna, Birgit Doll, Wolfgang Hübsch, Hans-Michael Rehberg und Kitty Speiser
- Paní Berta Garlanová, Tschechoslowakei 1989, von Martin Kákos, Produktion: Tschechoslowakisches Fernsehen (in slowakischer Sprache)

Hörspiele
- Berta Garlan, am 6. November 1956 gesendet im SWF, Regie: Max Ophüls, Musik: Peter Zwetkoff, mit Käthe Gold als Berta Garlan, Kurt Meisel als Emil (im Hörspiel: „Erwin“) Lindbach, Bernhard Wicki als Herr Rupius und Marianne Kehlau als Frau Rupius